# Economia de penúria

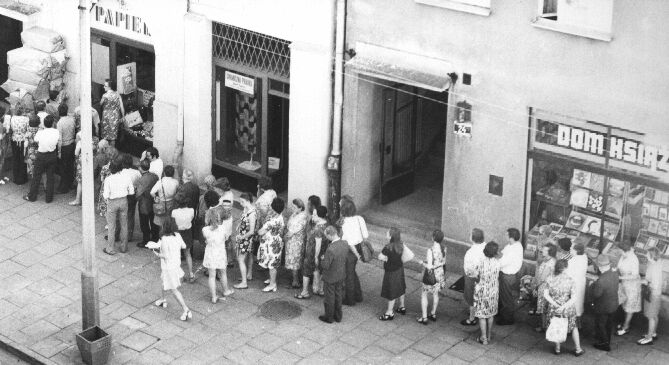
Fila em frente de uma loja, cena comum da República Popular da Polônia durante a década de 1980.

Economia de penúria - (polonês: gospodarka niedoboru, Húngaro: hiánygazdaság) é um termo criado pelo economista Húngaro János Kornai. Este é o termo que ele utilizou ao criticar as antigas economias planificadas dos estados comunistas da Europa Oriental. Em seu artigo Economics of Shortage (1980), que geralmente é visto com seu mais influente e conhecido trabalho, János Kornai argumentou que a escassez crônica vista pela Europa Oriental pelo final da década de 1970 (e que continuaram durante a década de 1980) não eram resultado de erros dos planejadores ou de preços errados, mas de falhas sistemáticas.[carece de fontes?]
É importante notar que a escassez de um certo item não necessariamente significa que o item não esteja sendo produzido, em vez, isto significa que a demanda de um produto excedia a quantidade suprida em um determinado preço (Lei da oferta e da procura).  Isto talvez fosse causado pelo governo forçando um baixo preço que encoraja os consumidores a demandarem uma quantidade maior que o suprido. Kornai, porém, se concentra no papel da baixa oferta, e argumenta que esta era a causa da escassez na Europa Oriental.

## Definição e características
De acordo com János Kornai, uma economia de penúria possuía as seguintes características:
- Escassez, com as características:
  - Geral, isto é, em todas as esferas da economia (produtos de consumo e serviços, meios de produção e suprimentos)
  - Frequente
  - Intensa
  - Crônica
  - Horizontal e vertical
  - Substituída por ocasionais excessos.
- Compradores e vendedores se alternam
- Substituição forçada
- Poupança forçada
- Limites virtuais de renda
- Paternalismo
- Inflação reprimida

## Ações dos compradores
As possibilidades encontradas pelos compradores em uma economia de penúria são as seguintes:
- hipótese 0: comprador vai para loja, o item é vendido ali, e a compra é efetuada imediatamente. Este evento é a situação normal se não existe escassez. Na visão de Kornai, em uma economia de penúria, por definição, este evento ocorre raramente.
- hipótese 1: o item está na loja, mas o comprador tem que entrar na fila, já que existem menos itens que compradores. Às vezes as filas são formadas apenas na possibilidade de tal item estar disponível. Os consumidores gastam um tempo considerável em filas, às vezes muitas horas por dia, para conseguir alimentos. Para certos produtos existe a lista de espera, que em alguns casos é bem longa. Por exemplo, a espera por um apartamento na União Soviética durante a década de 1980 era de tipicamente 10 para 15 anos. Então as famílias compravam adiantado a moradia para seus filhos viverem.
- hipótese 2: o item não está disponível, então o comprador tem que aceitar um substituto forçado, isto é, ele compra algo que é mais ou menos um similar. A substituição é obrigatória, já que o original acabou.
- hipótese 3: o item não está disponível então o comprador procura por ele em outro lugar, ou o item não está disponível agora, mas se sabe que estará no futuro, então o comprador atrasa a compra. Essa é uma forma forçada de poupança, já que o consumidor  não quer economizar seu dinheiro.
- hipótese 4: o item não está disponível, então o comprador abandona a compra inteiramente.
- hipótese 5: outro item não relacionado está disponível, então o comprador adquire-o (mesmo se ele não precisar) na esperança que será capaz de lucrar com a troca dele com alguém que possui o item que ele necessita. Este evento aumenta a demanda por itens desnecessários simplesmente porque estão disponíveis.